# يوهان سيترهوغ
يوهان سيترهوغ (بالنرويجية البوكمول: Johan Sæterhaug)‏ (27 مارس 1893 – 6 يوليو 1968) هو ملاكم نرويجي راحل، مثّل بلاده في الألعاب الأولمبية الصيفية 1920.

## روابط خارجية
يوهان سيترهوغ على موقع SpeedSkatingBase.eu (الإنجليزية)
- يوهان سيترهوغ على موقع SpeedSkatingNews.info (الإنجليزية)
- يوهان سيترهوغ على موقع اللجنة الأولمبية الدولية (الإنجليزية)
- يوهان سيترهوغ على موقع أوليمبيديا (الإنجليزية)